# 태양 중성미자
태양 중성미자 또는 태양 뉴트리노(Solar neutrino, 솔라 뉴트리노)는 태양 핵의 핵융합에서 발생하는 중성미자이며 특정 순간에 지구에서 관찰되는 모든 소스(source)를 통과하는 가장 일반적인 유형의 중성미자이다. 중성미자는 매우 작은 정지 질량과 중성 전하를 갖는 기본 입자이다. 약한 상호작용과 중력을 통해서만 물질과 상호작용하므로 탐지가 매우 어렵다. 이로 인해 현재 해결된 태양 중성미자 문제가 발생했다. 현재 태양 중성미자에 대해 많이 알려져 있지만 이 분야의 연구가 진행 중이다.

## 관찰된 데이터
태양 중성미자의 가장 높은 플럭스는 양성자-양성자 상호 작용에서 직접 나오며 최대 400keV의 낮은 에너지를 갖는다. 또한 최대 18 MeV의 에너지를 갖는 몇 가지 다른 중요한 생산 메커니즘도 있다. 지구에서 지구에 있는 중성미자 플럭스의 양은 약 7·1010 입자·cm−2·s −1이다. 중성미자의 수는 표준 태양 모델을 통해 큰 신뢰도로 예측할 수 있지만, 지구에서 발견된 중성미자 수와 예측된 중성미자 수는 1/3 정도 차이가 나는데, 이것이 바로 태양 중성미자 문제이다.
태양 모델은 추가로 중성미자가 생성되는 핵융합 반응에 따라 태양 핵 내에서 중성미자가 발생해야 하는 위치를 예측한다. 미래의 중성미자 탐지기는 이러한 효과를 측정할 수 있을 만큼 충분히 정밀하게 이러한 중성미자의 유입 방향을 탐지할 수 있을 것이다.

## 같이 보기
- 중성미자 검출기
- 태양 중성미자 단위
- 항성 핵합성